# Friedenskirche (Uslar)

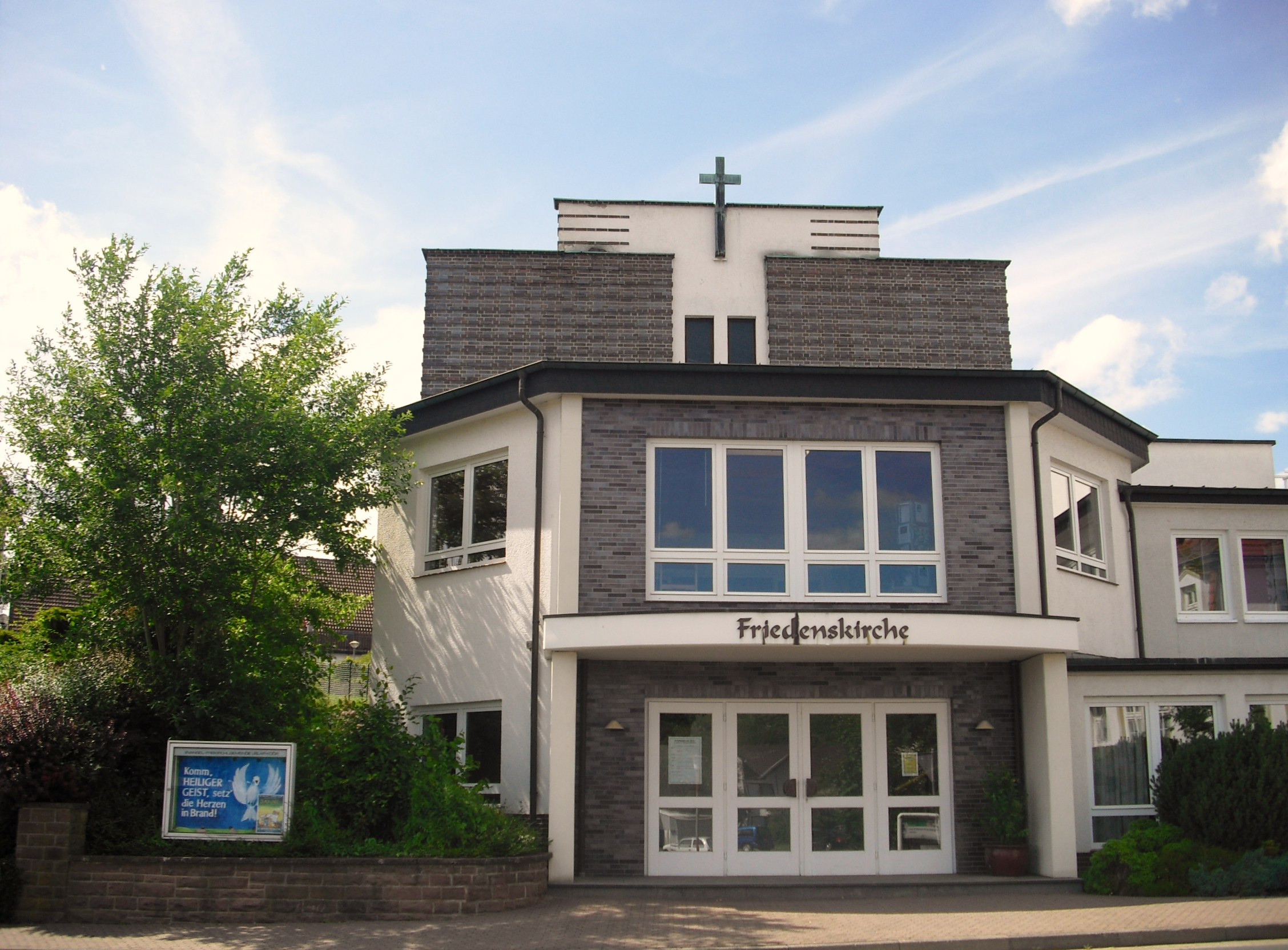
Friedenskirche – Gotteshaus der Baptistengemeinde Uslar (2012)

Die Friedenskirche ist das Gotteshaus der Evangelisch-Freikirchlichen Gemeinde (Baptisten) Uslar. Sie ist die zweite Kirche der 1891 gegründeten Gemeinde und wurde 1933 errichtet. Um- und Anbauten erfolgten in den Jahren 1964/1965 sowie 1975 und 1994/1995. Die Friedenskirche befindet sich an der Stiftstraße 7.

## Baugeschichte

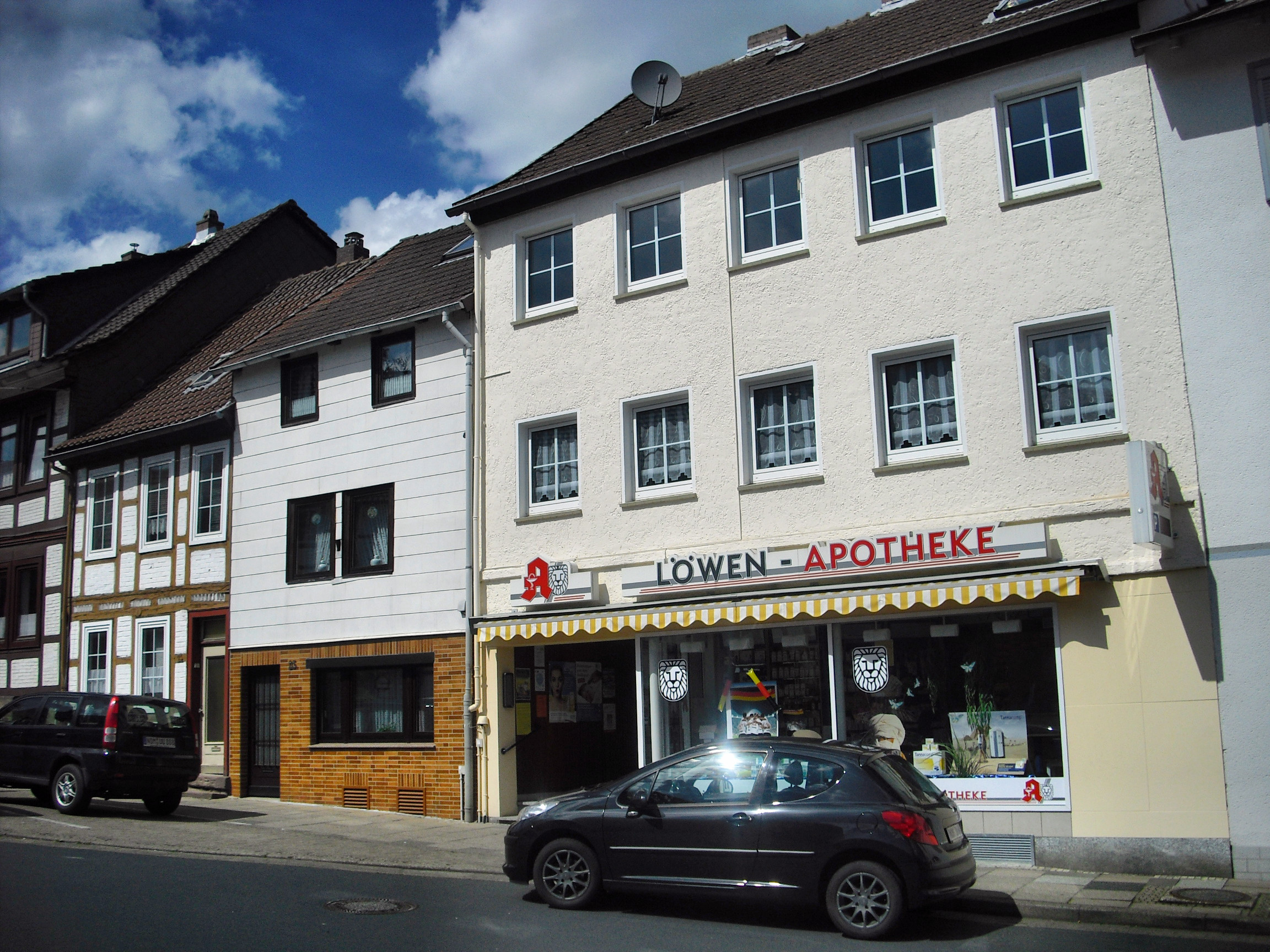
Löwen-Apotheke Uslar – an ihrer Stelle befand sich das Bethaus

Die ersten regelmäßigen gottesdienstlichen Versammlungen der Uslarer Baptisten fanden ab 1843 im Haus des Nagelschmieds Carl Kippenberg statt. Dieses Anwesen lag am heutigen Neustädter Platz 26 und umfasste außer dem Wohnhaus auch eine Schmiede. Dort trafen sich 1849 unter zum Teil heftigen Anfeindungen seitens der Uslarer Bürger durchschnittlich 20 Personen zum Gottesdienst.

### Das baptistische Bethaus in der Uslarer Neustadt
1886 vererbten Carl und Christine Kippenberg der noch nicht selbständigen Baptistengemeinde das Gebäude und das dazugehörige Grundstück in der Uslarer Neustadt. Wohnhaus und Werkhalle wurden nach Antritt der Erbschaft abgerissen und an ihrer Stelle ein Bethaus mit Einliegerwohnung im Erdgeschoss und Predigerwohnung im ersten Stockwerk errichtet. Eingetragene Eigentümerin war die Baptistengemeinde Einbeck, Muttergemeinde der Uslarer Station. Die Einweihung des Kirchengebäudes, in dessen Versammlungsraum rund 120 Sitzplätze zur Verfügung standen, fand zu Pfingsten 1888 statt. Der Gottesdienstsaal besaß eine schlichte Einrichtung, die neben den Kirchenbänken einen Abendmahlstisch und eine leicht erhöhte Kanzel umfasste. Die für Baptistenkirchen typische Taufanlage wurde erst nachträglich eingebaut.
1951 – also erst 18 Jahre nach dem Bau der neuen Kirche – wurde das Bethaus-Gebäude verkauft und mit dem Erlös ein neues Pastorenhaus finanziert. Der Käufer entschloss sich zum Abriss des abgängigen Gebäudes und errichtete an seiner Stelle ein neues Haus, die heutige Löwen-Apotheke.

### Friedenskirche

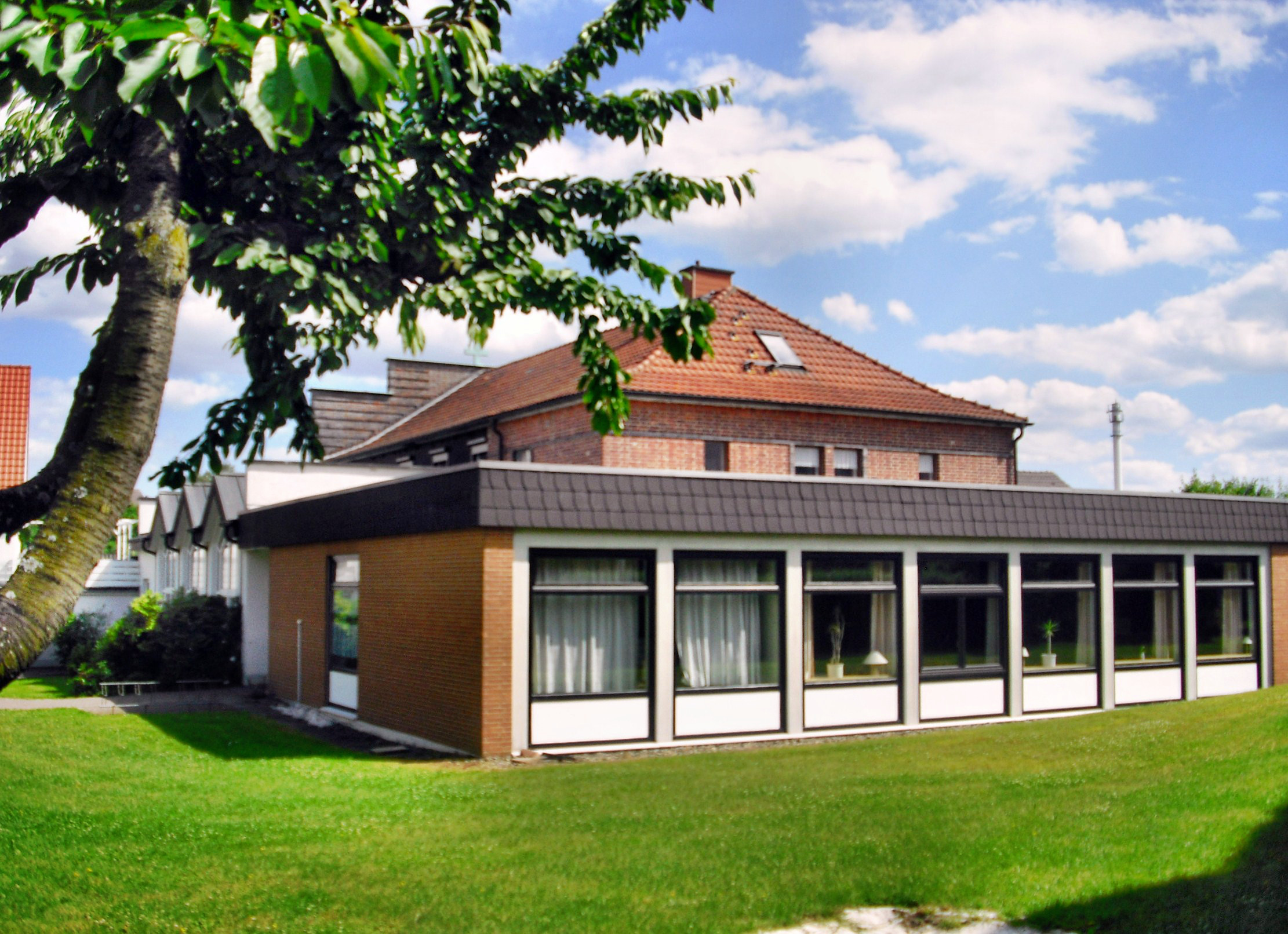
Friedenskirche Uslar (von hinten gesehen) – mit dem Anbau von 1975

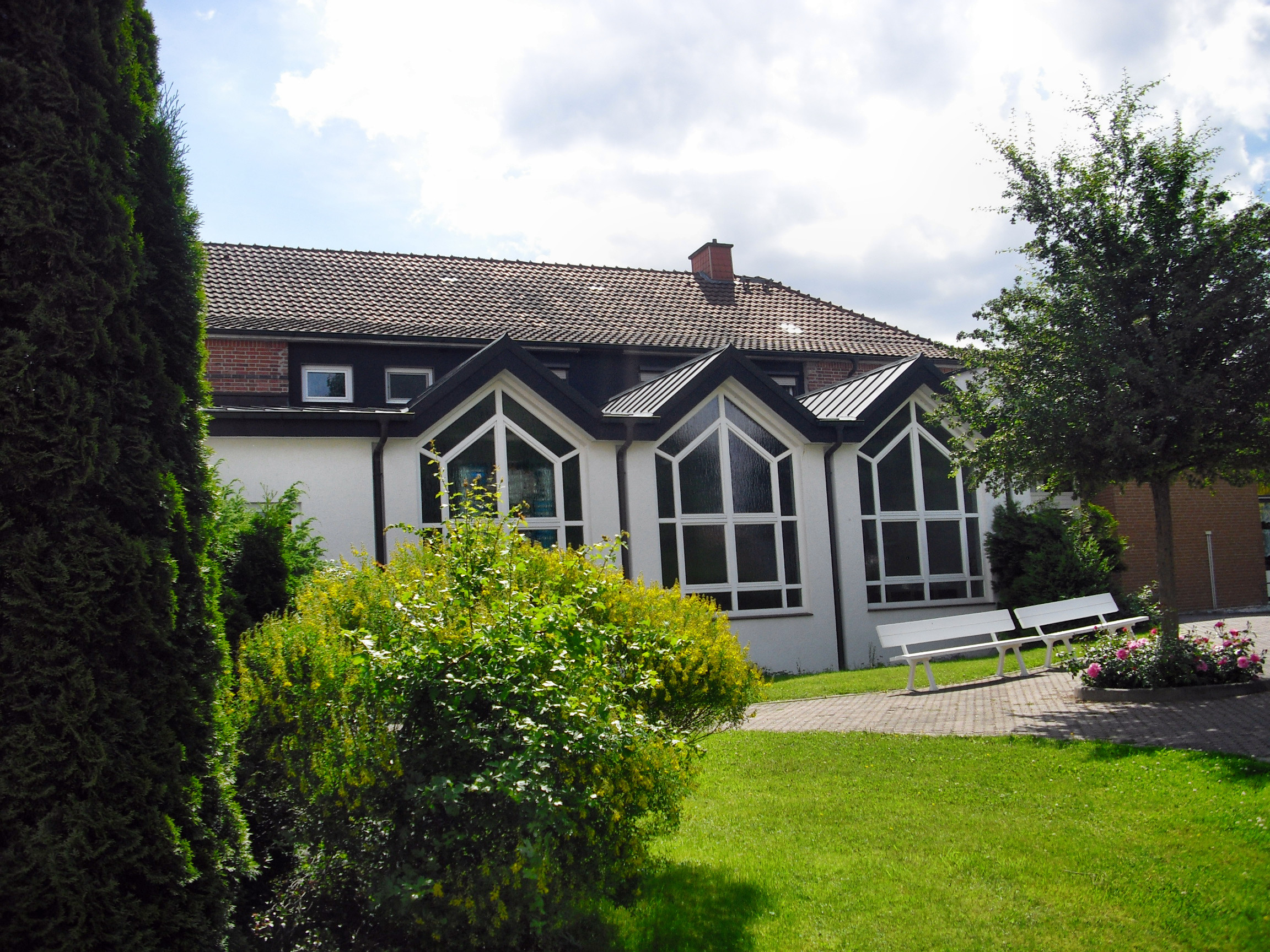
Friedenskirche Uslar – mit seitlichem Anbau von 1994/95

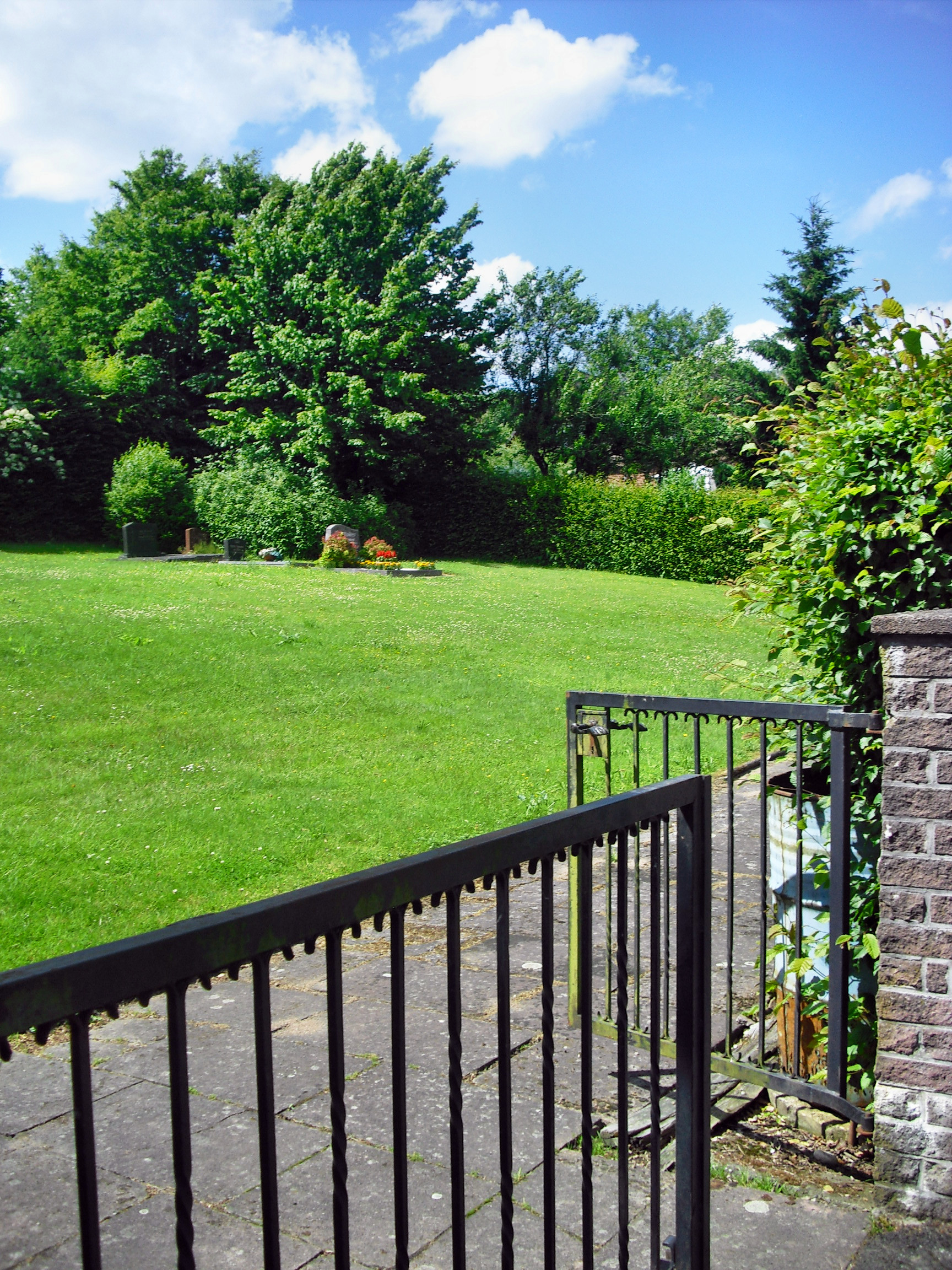
Friedhof der Friedenskirche Uslar

Erste Pläne, ein neues baptistisches Gemeindezentrum zu errichten und damit das seit 1888 in Gebrauch befindliche Bethaus in der Uslarer Neustadt zu ersetzen, gab es nachweislich seit 1924. Im Herbst dieses Jahres erwarb die Baptistengemeinde für insgesamt 6110,30 Reichsmark ein 1800 m² großes Grundstück an der Stiftstraße 7. Als Eigentümerin des Bauplatzes wurde die Baptistengemeinde Einbeck eingetragen, da die freikirchliche Gemeinde in Uslar derzeit über keine Körperschaftsrechte verfügte. Die Gründe für die Planung eines Neubaus waren unter anderem der bauliche Zustand des alten Bethauses sowie der Platzmangel der inzwischen auf 125 getauften Mitglieder angewachsenen Gemeinde. Der offizielle Beschluss, den Kirchenbau durchzuführen, erfolgte 1930. Die Umsetzung verzögerte sich aufgrund verschiedener Umstände und konnte erst 1933 in Angriff genommen werden.
Im Rahmen einer gottesdienstlichen Feier legten am 26. März 1933 der damalige Gemeindeprediger Kaspar Schneiter und die Mitglieder der Baukommission den Grundstein des neuen Kirchenbaus. Die Beilagen zur Grundsteinsurkunde enthalten neben verschiedenen Zeitdokumenten eine detaillierte Baubeschreibung der Friedenskirche. Danach bot das von Techniker Heinrich Thiel (Gierswalde) entworfene Gotteshaus für rund 250 Personen bequem Platz. In den weiteren Ausführungen heißt es:

„[…] neben dem großen Versammlungsraum mit Empore [sind] folgende Nebenräume enthalten: im Erdgeschoss ein Predigerzimmer, zugleich Umkleideezimmer für männliche Täuflinge, ein Umkleidezimmer für Frauen und ein Vereinszimmer (für Jugendverein, Frauenverein, Mädchen-Jungschar, Knaben-Jungschar). Über diesen liegt der kleine Saal für die lokalen Gebets- und Bibelstunden sowie Sonntagsschule.“

Die Länge des Gebäudes wurde mit 21,23 Meter und seine Breite mit 11,61 Meter angegeben. Die geplante Fassadenhöhe betrug 11,25 Meter. Die errechneten Erstellungskosten des schlüsselfertigen Baus lagen bei 28.000 Reichsmark. Die Bauleitung lag in den Händen einer fünfköpfigen Baukommission. Die Bauausführung unternahmen verschiedene einheimische Handwerkerfirmen, darunter das Uslarer Bauunternehmen August Kerl. Die Einweihung der Friedenskirche erfolgte am 19. November 1933. Die sogenannte Weihepredigt hielt Paul Schmidt, der Schriftleiter des Oncken-Verlages und spätere Direktor des deutschen Baptistenbundes.
Im Jahr 1948 schuf Paul Ott die Orgel. Das Instrument verfügt über 15 Register, die auf zwei Manuale und Pedal verteilt sind.
Erste größere Renovierungs- und Umbaumaßnahmen erfolgten gut dreißig Jahre nach der Indienstnahme der Kirche. Dabei wurde die Fassade einer gründlichen Sanierung unterzogen, ein neuer Sanitärbereich eingebaut und die Westseite der Kirche unterkellert. 1975 ließ die Gemeinde hinter dem Kirchengebäude einen eingeschossigen Anbau errichten, der bis heute als Gemeindesaal dient und auch eine Teeküche sowie verschiedene Nebengelasse bietet. Der Hauptzugang zu diesen neuen Räumlichkeiten erfolgt über die hinter der Kanzel gelegenen Zimmer.
In den Jahren 1977/78 wurden der Gottesdienstraum umgestaltet. Man entfernte die Wandtäfelung, zog eine Holzdecke ein und versetzte die Kanzel, die bis dahin die Mitte des liturgischen Zentrums gebildet hatte, an die rechte Seite. Auch schmückt seit diesem Umbau ein auffälliges Buntglasfenster die linke Seitenwand der Kirche. Offiziell in Dienst genommen wurde der neu gestaltete Gottesdienstraum am 8. Januar 1978.
Die bislang größte Erweiterung erfuhr die Friedenskirche in den Jahren 1994/95. Bei dieser Maßnahme wurde die rechte Seitenwand der Kirche durchbrochen und ein lichtdurchflutetes Seitenschiff angebaut, in dem 100 weitere Gottesdienstbesucher Platz finden. Im hinteren Bereich des Seitenschiffs befindet sich ein Raum, in dem Eltern mit Kleinkindern den Gottesdienst verfolgen können. Im Ober- und Kellergeschoss des Anbaus stehen zahlreiche Gruppenräume für die Gemeindearbeit zur Verfügung. Vor dem ursprünglichen Eingangsbereich entstand ein großzügiges Foyer, in dem auch der Büchertisch seinen Platz gefunden hat.

### Weitere Liegenschaften der Friedenskirche
An der Eschershäuser Straße in Uslar befindet sich der kleine Friedhof der Friedenskirche. Das Grundstück wurde 1896 erworben und hat eine Größe von 873 m². Grund für die Anlage einer eigenen Begräbnisstätte waren häufige Auseinandersetzungen mit den lutherischen Geistlichen, wenn es um die Beisetzung von Baptisten auf den landeskirchlichen Friedhöfen ging. Heute sind diese Konflikte längst Geschichte, sodass die Uslarer Gemeinde sich mit dem Gedanken trägt, ihren Friedhof nach Ablauf der noch bestehenden Ruhefristen aufzugeben.
1985 erwarb die Gemeinde der Friedenskirche von der Uslarer Firma Ilse ein gut 2800 m² großes Grundstück, das sich in direkter Nachbarschaft zum Kirchengrundstück befindet. Hier errichtete sie eine Blockhütte, die vor allem für die Jugendarbeit der Gemeinde genutzt wird.

## Geschichte der Uslarer Baptistengemeinde

Bernhard Naundorf, von 1888 bis 1894 erster Pastor der Gemeinde

Die Geschichte der Uslarer Baptistengemeinde reicht in die 1840er Jahre zurück. Erster Baptist in der Stadt am Solling war der bereits erwähnte Nagelschmied Carl Kippenberg (1815–1886), der als 27-Jähriger in Goslar die Gläubigentaufe empfangen hatte und nach der Rückkehr in seine Heimatstadt eine intensive Missionsarbeit entfaltete. Auch in vielen anderen Ortschaften in der Umgebung Uslars entstanden sogenannte Stubenversammlungen. Das Aufkeimen der baptistischen Bewegung führte in den Anfangsjahren zu vielen Konflikten mit der einheimischen Bevölkerung und den lokalen staatlichen sowie kirchlichen Verwaltungsorganen. So wurde den Baptisten zum Beispiel die Eheschließung, die damals nur von Geistlichen der Landeskirche vollzogen werden konnte, verweigert und an manchen Orten die Durchführung religiöser Handlungen (Predigt, Taufe, Abendmahl) bei Androhung von empfindlichen Strafen untersagt. Erst im Juli 1875 wurde im Hannöverschen den freikirchlichen Gemeinden körperschaftliche Rechte angeboten, was die Lage (nicht nur) der Baptisten erheblich besserte.
Trotz der angedeuteten Schwierigkeiten wuchs die junge baptistische Bewegung in Uslar und den umliegenden Ortschaften. Die geistliche Betreuung übernahm die bereits 1843 gegründete Baptistengemeinde Einbeck, die die Predigtstationen in Uslar und Umgebung als Station hinter dem Solling zusammenfasste. Diese Station berief im Zusammenwirken mit der Muttergemeinde 1886 den 28-jährigen Bernhard Naundorf zu ihrem Prediger. Naundorf hatte zuvor seine theologische Ausbildung am baptistischen Seminar in Hamburg-Horn absolviert und trat in Uslar seine erste Stelle an. Als er 1894 die Gemeinde verließ, um in Göttingen mit einer Gemeindegründungsarbeit zu beginnen, zählten 82 getaufte Mitglieder zur Baptistengemeinde Uslar. In die Dienstzeit des Predigers Naundorf fiel auch die Verselbständigung der Uslarer Gemeinde. Sie erfolgte am 15. Februar 1891.
In den Folgejahren wurde Uslar zur Keimzelle weiterer Gemeindegründungen. Von Göttingen war schon die Rede. Die Predigtstation Höxter verband sich 1902 mit der von Einbeck aus gegründeten Stationsgemeinde Stadtoldendorf und bildet seit 1991 eine eigenständige Baptistengemeinde 1952 erhielt die bis dahin zu Uslar gehörende Zweiggemeinde Bodenfelde ihre Eigenständigkeit.
Am 10. Juni 1971 verlieh der niedersächsische Kultusminister der Evangelisch-Freikirchlichen Gemeinde Uslar die Rechte einer Körperschaft des öffentlichen Rechts. 2010 zählte die Gemeinde der Friedenskirche Uslar 208 getaufte Mitglieder. Innerhalb des Bundes Evangelisch-Freikirchlicher Gemeinden in Deutschland gehört sie zum Evangelisch-Freikirchlichen Landesverband Niedersachsen-Ostwestfalen-Sachsen-Anhalt (NOSA).